# 霍華德·愛特伍德·凱利

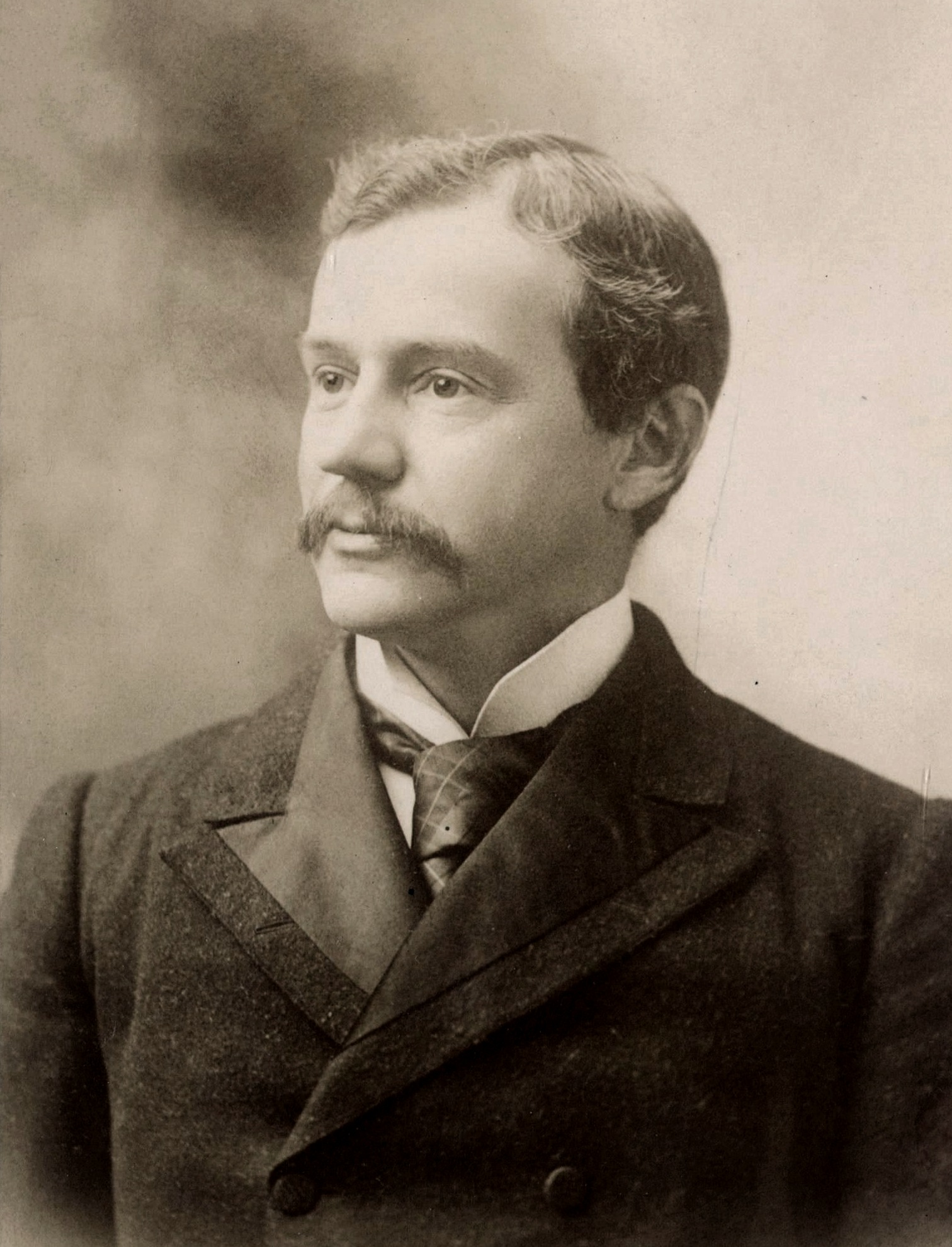
Howard Atwood Kelly, M.D.

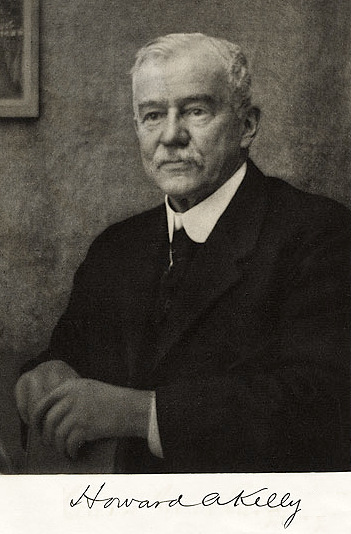

霍華德·愛特伍德·凱利醫師 （1858年2月20日—1943年1月12日） 是美國知名的婦產科醫師。他是美國馬里蘭州巴爾的摩市約翰·霍普金斯醫院的「四大創院教授(the Big Four)」 之一。 凱利醫師最被推崇的，是他確立了婦產科學獨立的專科地位。

## 生涯
凱利出生於肯頓，在賓州大學接受教育，並相繼於1877年取得文學士、1882年取得醫學士學位。畢業後他曾在麥基爾大學附屬醫院工作，直到1888-89年回到賓州大學接任產科學教授。他在費城創立了肯辛頓婦女醫院(Kensington Hospital for Women)。
西元1889年，時年31歲的凱利受約翰霍普金斯大學之聘，成為第一位婦產科教授及約翰·霍普金斯醫院的婦外科醫師。同為約翰·霍普金斯醫院的「四大創院教授(the Big Four)」的內科學教授威廉·奥斯勒（William Osler）、外科學教授威廉 史都華 豪斯泰德（William Stewart Halsted）、及病理學教授威廉·亨利·韦尔奇（William H. Welch）也在同年進入此醫院。凱利在約翰·霍普金斯醫院的30年生涯中發明了多種對婦科疾病的新處置、也創造了許許多多的新醫學器械，包含今日外科手術最常用的手術鉗（亦稱止血鉗，在手術中進行止血，也有不同種類的止血鉗，專門針對不同部位實施止血），英文也稱作"Kelly Clamp"。